# Alejandro Gómez Monteverde
José Alejandro Gómez Monteverde (Tampico, 13 de julio de 1977) es un director de cine mexicano. Su primera película, Bella tuvo gran éxito en el Festival Internacional de Cine de Toronto al ganar el premio People's Choice.
Posteriormente dirigió películas como Little Boy, Sound Of Freedom y Cabrini.

## Carrera
Nació en Tampico, Tamaulipas el 13 de julio de 1977. A los 17 años, sus padres lo ayudaron a emigrar a Estados Unidos para concluir sus estudios de preparatoria en Texas. Después de tres intentos y acreditar cursos de actuación particulares, es aceptado en el Departamento de Cine de la Universidad de Texas en 1998, concluyendo su formación como cineasta en 2002.
Inició su carrera dirigiendo cortometrajes que eran enviados a distintos festivales estudiantiles de cine donde logró cierta notoriedad. También trabajó dirigiendo algunos comerciales para televisión, en donde conoce a su amigo y más cercano colaborador Eduardo Verástegui, quien le ayuda a fundar la compañía Metanoia Films.
En 2006 Monteverde dirigió y coescribió su primera película Bella. la cual contó con un presupuesto de 3 millones de dólares y logró recaudar 12 millones, convirtiéndose en una producción exitosa y aclamada tanto por el público como por la crítica. La película consiguió el Premio del Público en el Festival Internacional de Cine de Toronto, así como otros premios y reconocimientos en los Estados Unidos.
Durante los siguientes años seguiría dirigiendo cortometrajes e implicándose en proyectos de entretenimiento con un fuerte sentido social y humanista hasta que en 2015 dirigió y coescribió  Little Boy, una película ambientada en la Segunda Guerra Mundial. Little Boy o El Gran Pequeño, al igual que su predecesora, es recibida con aclamación general tanto del público como la audiencia.
En los siguientes años trabajaría junto a su amigo y productor Eduardo Verástegui en la película Sound of Freedom, en la que tendría la oportunidad de dirigir a un actor reconocido a nivel mundial como Jim Caviezel, el cual estaba muy implicado en el proyecto a pesar de los retrasos que sufrió la película y los problemas de distribución con compañías como Disney o 21st Century Fox, las cuales no veían un potencial económico en la cinta, que ya estaba terminada.
Si bien su dirección concluyó en 2018, es hasta 2023 que Sound of Freedom llega a las salas de cine, convirtiéndose en uno de los filmes independientes más taquilleros de todos los tiempos, en una de las películas con mayor recaudación a nivel mundial de ese mismo año y logrando crear todo un fenómeno social y cultural en donde el tema central de la película, la trata y explotación sexual infantil, se volvería un importante foco de discusión en los medios de comunicación a nivel global.
Alejandro Monteverde se volvería el segundo en la lista de Directores Mexicanos con películas más taquilleras de todos los tiempos, solo siendo superado por Alfonso Cuarón cuya cinta Gravity alcanzaria los 723 millones de dólares a nivel global, mientras que Sound of Freedom lograría recaudar poco más de 249.5 millones de dólares a nivel global, superando en taquilla a otros directores mexicanos de renombre internacional como Guillermo del Toro, Alejandro González Iñárritu o Gael García Bernal.
Angel Studios, quienes se encargaron de la distribución de Sound of Freedom, financiarán en 2024 la siguiente película de Alejandro Monteverde llamada Cabrini, basada en la vida de la monja italiana Frances Xavier Cabrini.

## Vida personal
Monteverde se casó con la actriz Ali Landry el 8 de abril de 2006 en San Miguel de Allende, México. Tienen tres hijos.
Su padre, Juan Manuel Gómez Fernández, y su hermano, Juan Manuel Gómez Monteverde, fueron encontrados muertos con heridas fatales en la cabeza en Pueblo Viejo, en el estado de Veracruz, el 19 de septiembre de 2015, aproximadamente dos semanas después de haber sido secuestrados de su hogar en la cercana Tamaulipas. El 9 de noviembre de 2015, seis personas fueron arrestadas por el secuestro y asesinato de Gómez Fernández y Gómez Monteverde. Según el jefe de la policía mexicana, los sospechosos supuestamente mantenían a seis migrantes centroamericanos como rehenes en el momento de su arresto.

## Filmografía

### Director
- Cabrini (2024)[8][9]
- Sonido de libertad (2023)[9]
- Little Boy (2015)
- Bella (2006)